# Surimi

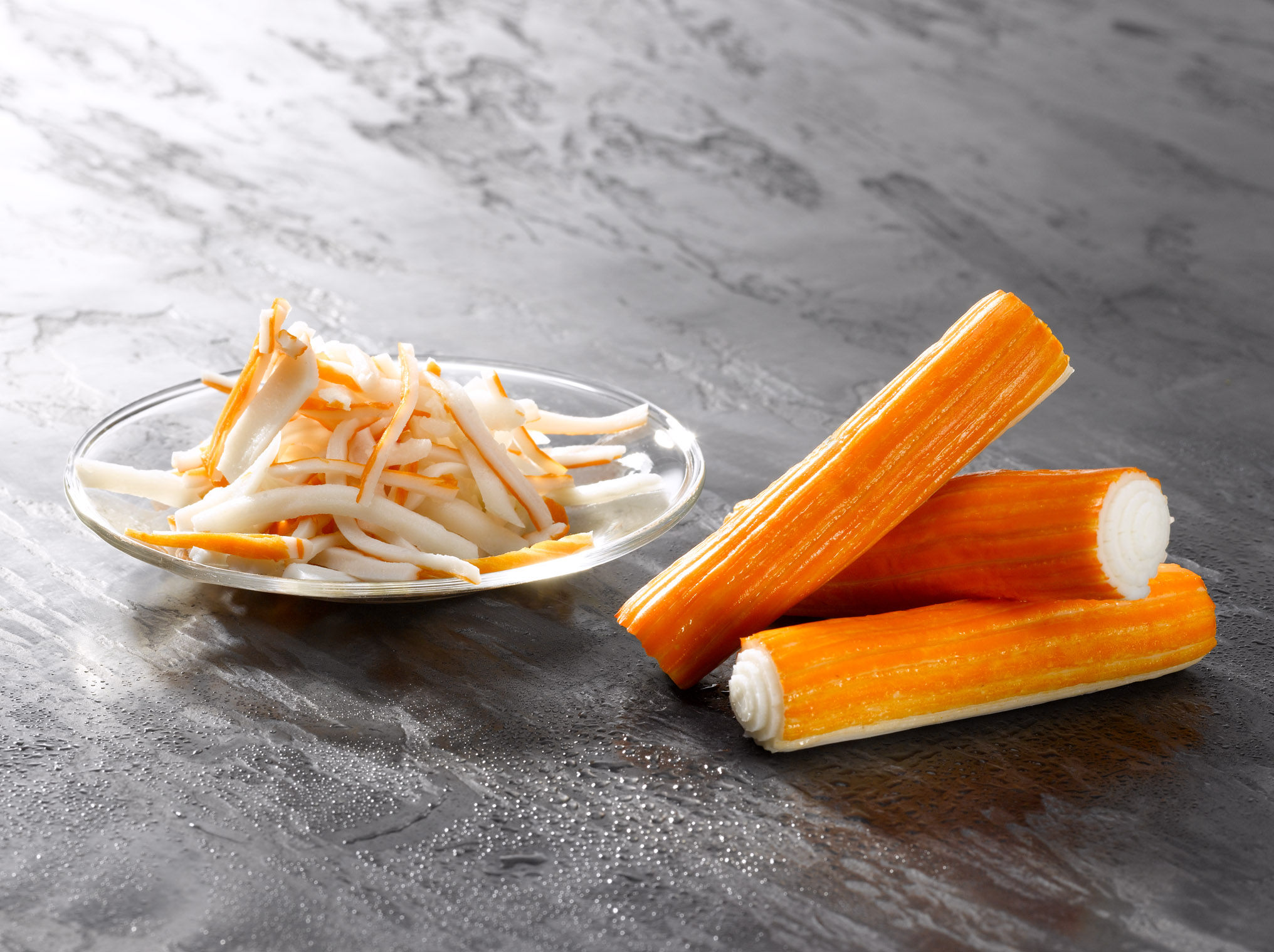
Surimi thành phẩm

Surimi (擂り身, nghĩa là "thịt xay" trong tiếng Nhật) là một loại thực phẩm truyền thống có nguồn gốc từ cá của các nước châu Á như Nhật Bản, Hàn Quốc. Cá nguyên liệu được tiến hành rửa, phi lê, xay nhỏ, băm nhuyễn và phối trộn các nguyên liệu phụ, định hình, xử lý nhiệt sẽ cho sản phẩm được gọi là surimi. (Các sản phẩm truyền thống như giò cá, chả cá của Việt Nam cũng là thịt xay nhưng không nên gọi tùy tiện là surimi.)
Surimi là thịt cá thờn bơn cao cấp được tách xương, rửa sạch, nghiền nhỏ, không có mùi vị và màu sắc đặc trưng, có độ kết dính vững chắc, là một chế phẩm bán thành phẩm, là một nền protein, được sử dụng rộng rãi làm làm nhiều sản phẩm gốc thủy sản khác.

## Dinh dưỡng
Tuỳ theo loại cá dùng làm surimi và dạng surimi mong muốn mà surimi có thành phần dinh dưỡng khác nhau. Theo Bảng thành phần dinh dưỡng trong thực phẩm (Food Nutrient Database 16-1) của Bộ Nông nghiệp Hoa Kỳ (USDA), surimi từ cá chứa khoảng 76% nước, 15% protein, 6,85% carbonhydrat, 0,9% chất béo và 0,03% cholesterol.
Surimi có hàm lượng protein cao, lipid thấp, không có cholesterol và glucid, cơ thể dễ hấp thụ. Protein của surimi có khả năng trộn lẫn với các loại protit khác, nâng cao chất lượng của các loại thịt khi trộn lẫn với thịt bò, thịt heo, hay thịt gà...Đặc biệt surimi có tính chất tạo thành khối dẻo, mùi vị và màu sắc trung hòa, nên từ chất nền surimi người ta có thể chế biến ra các sản phẩm mô phỏng có giá trị cao như: tôm, thịt, sò, điệp, cua, ghẹ, xúc xích...

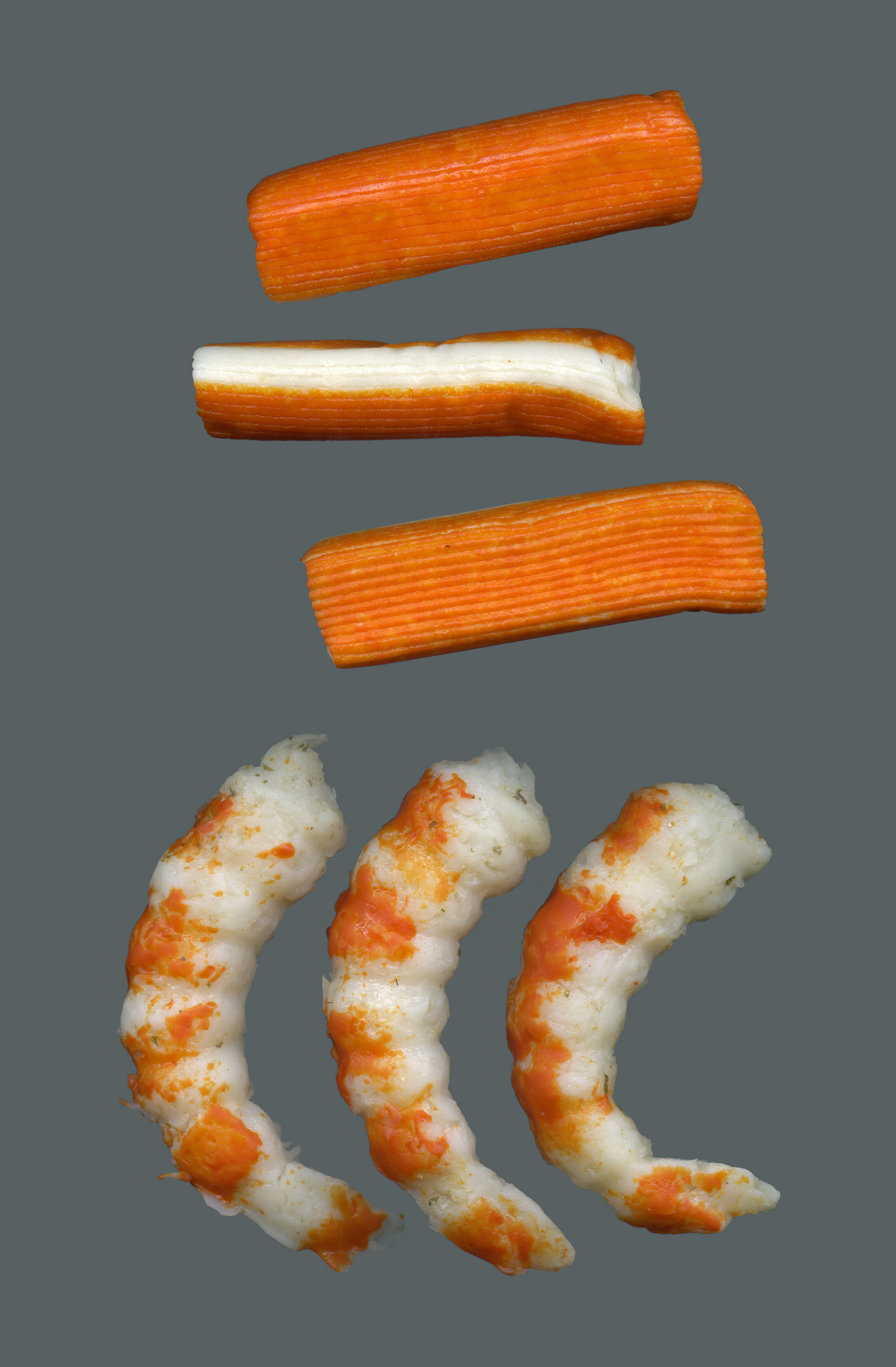
Thực phẩm chế biến từ surimi: sản phẩm giả thịt càng cua và giả tôm

## Lịch sử
Surimi được người dân một số vùng ở Đông Á chế biến từ hơn 900 năm trước đây. Tại Nhật Bản, surimi được sử dụng để chế biến món kamaboko và nhiều món ăn khác. Ngành công nghiệp chế biến surimi bắt đầu phát triển ở Nhật Bản trong những năm 1960.
Cho đến nay, khoảng 2 triệu đến 3 triệu tấn cá trên toàn thế giới (chiếm 2% đến 3% sản lượng thủy sản cung cấp) được sử dụng làm nguyên liệu chế biến surimi. Hoa Kỳ và Nhật Bản là những nhà sản xuất surimi lớn nhất trong khi Thái Lan nhập khẩu khá nhiều. Sản lượng surimi của Trung Quốc cũng khá lớn còn Việt Nam, Chile, Pháp và Malaysia là các nhà sản xuất mới nổi.

## Sản xuất
Trước tiên, thịt nạc từ cá hoặc động vật trên cạn được tách hoặc băm nhỏ, sau đó được rửa nhiều lần để loại bỏ mùi vị không mong muốn. Kết quả là thớ thịt được băm nhuyễn và được nghiền thành hỗn hợp nhuyễn. Tùy thuộc vào cấu trúc mong muốn và hương vị của sản phẩm surimi, hỗn hợp nhuyễn được trộn với phụ gia thực phẩm như bột, lòng trắng trứng, muối, dầu thực vật, sorbitol, đường, protein đậu tương, gia vị và các chất điều vị như transglutaminaza và mì chính (bột ngọt).
Nếu surimi được đóng gói và trữ lạnh, cần bổ sung chất bảo quản trong quá trình làm nhuyễn hỗn hợp. Trong hầu hết các trường hợp, cần chế biến surimi ngay để dễ tạo hình cho sản phẩm.